# Penguin Books
Penguin Books (рус. Пе́нгуин букс или Пингвин букс) — британское издательство, основанное в 1935 году в Лондоне сэром Алленом Лейном и его братьями Ричардом и Джоном. Главной заслугой издательства считают демократизацию книжного рынка, превратившую книгу из предмета роскоши в удовольствие, доступное массам.

## История
Аллен Уильямс (1902—1970) начал свою карьеру в 19 лет, устроившись на работу в известное лондонское издательство The Bodley Head, которое возглавлял его дядя Джон Лейн. Войдя в семейный бизнес, Аллен отказался от своей фамилии Уильямс, взяв дядину. После смерти Джона Лейна Аллен в 1925 году стал директором компании, а в 1930 — её президентом. Однако всей полнотой власти он не обладал, постоянно сталкиваясь в своих смелых инициативах с сопротивлением членов правления.
К середине 1930-х годов положение изменилось. Великая депрессия коснулась и европейских стран. Традиционная книга в твердом переплёте для большинства англичан стала предметом роскоши, и Bodley Head, как и многие другие издательства, оказалось в кризисном положении.
Кроме этого, оказалось, что депрессия пробудила интерес к печатному слову у большого числа представителей бедных слоев населения. Они начали интересоваться событиями внутри страны и за рубежом. Им хотелось знать, когда закончится экономический кризис, что предпринимают политики, нет ли угрозы для Великобритании в новой мировой войне. Печатное слово стало востребованным, как никогда. Лейн понял, что этот нарождающийся интерес к чтению можно использовать.
Окончательно идея нового проекта сформировалась после случая на вокзале, когда он попытался купить книгу для чтения в дороге. Небогатый выбор — популярные журналы и неинтересные викторианские романы в твердых обложках — заставил его задуматься. Так родилась мысль возродить издание недорогих книг в бумажных обложках. Прежде попытки издания подобных книг терпели крах из-за низкого качества печати и неудачного содержания.
Лейн решил сделать выбор не в пользу бульварных романов, а выбрать настоящую литературу — произведения современных авторов, которые станут интересны и лорду, и простолюдину. Такую книжку можно будет брать с собой в поездку и в любое место, не опасаясь повредить или потерять дорогой экземпляр. И продавать её можно будет на вокзалах, в супермаркетах, в холлах гостиниц — где хочешь, а не только в книжных магазинах.
При воплощении идеи в жизнь проект окрестили Penguin. Легенда утверждает, будто пингвина выбрали в качестве символа, потому что он выглядит одновременно и важным, и забавным.

## Начало деятельности
В июне 1935 года вышли в свет первые книги издательства Penguin: всего десять наименований, среди которых «Таинственное происшествие в Стайлз» Агаты Кристи, «Прощай, оружие» Эрнеста Хемингуэя и «Ариэль» Андре Моруа. Лейн решил опубликовать уже известные романы во избежание риска с выбором авторов.
Помня об ошибках своих предшественников, Лейн уделил особое внимание качественному оформлению книг. Помимо ярких обложек в едином стиле, потенциальных покупателей привлекало то, что издательство позаботилось о них, позволив сориентироваться в жанровой принадлежности произведения. Детективы отмечал зелёный цвет, беллетристику — оранжевый, биографическую литературу — синий.
Основным, хотя и далеко не единственным достоинством новых изданий была, разумеется, цена. Любая книга продавалась всего за шесть пенсов, как пачка сигарет. Подобные издания в твердой обложке стоили в несколько раз дороже.
В соответствии со своим планом Лейн занялся поиском нетрадиционных каналов сбыта. По его мнению, книжка за шесть пенсов прекрасно подходила для ассортимента магазинов знаменитой торговой сети Woolworth. Однако Клиффорд Прескотт, менеджер по закупкам Woolworth, не заинтересовался идеей Лейна. Он думал, что книга — это последний товар, который стали бы искать в магазинах сети её обычные покупатели. Но Лейн проявил настойчивость, и тогда в качестве эксперта Прескотт пригласил свою жену. Он спросил, могла бы её как рядового покупателя заинтересовать книга от Penguin за шесть пенсов? Хозяйственная миссис Прескотт захотела купить все десять книг. Её мнение оказалось решающим. В июле 1935 года сеть Woolworth сделала заказ на 12 экземпляров каждой книги для всех своих магазинов в Великобритании, что в сумме составило 63 000 штук. В результате молодая компания справилась с периодом становления и смогла избежать финансовых проблем.

## Расцвет издательства
В январе 1936 года Penguin выделился из Bodley Head в самостоятельное издательство. В этот период к Лейну присоединились его братья — Ричард и Джон.
В 1937 году в издательстве вышла новая серия книг с брэндом Pelican. Их тематика была связана с вопросами истории, социологии, экономики и политики. В серии Pelican издательство Penguin впервые стало публиковать оригинальные произведения, изменив своему правилу печатать популярные книги, до этого выходившие в твердой обложке.
Специальное издание «Чего хочет Гитлер?» оказалось рекордным по числу продаж накануне войны. А в военные годы бестселлером была книга «Распознавание воздушного флота», учившая граждан Великобритании определять вражеские самолёты.
Именно на годы Второй мировой войны приходится период расцвета Penguin. Государство ввело ограничения на снабжение издательских компаний бумагой, при этом объём поставок определялся размерами тиражей в два последних предвоенных года. По этому индексу Penguin серьёзно обходил конкурентов, а потому очутился в более выгодных условиях. Это дало возможность издательству, несмотря на многочисленные проблемы оставить традиционную низкую цену.
Через год после окончания войны в издательстве стартовал новый смелый проект — Penguin Classics. Начало проекту положил перевод гомеровской «Одиссеи» известного ученого и поэта Эмиль Виктор Рью, предложенный им издательству. В издательстве не все одобряли публикацию перевода. Были сомнения, что обычному читателю Penguin подобные сложные произведения будут не нужны и не интересны. Вопреки опасениям «Одиссея» оказалась бестселлером, выдержала множество переизданий и сохраняла рекорд продаж пятнадцать лет — до 1960 года. А Рью стал главным редактором Penguin Classics.
Рекорд продаж «Одиссеи» побил роман Лоуренса «Любовник леди Чаттерлей», полную бескупюрную версию которого впервые выпустило издательство в 1960 году. Блюстители нравственности пробовали привлечь издательство к ответственности в соответствии с английским законом о непристойных публикациях. Но судом был вынесен оправдательный вердикт. Судебное разбирательство привлекло внимание к роману. В первые шесть недель накануне Рождества 1960 года были куплены 2 миллиона экземпляров, а затем уже в 1961 году — ещё 1,3 миллиона.
В 1980-е годы издательство вновь оказалось в центре скандала, опубликовав роман Салмана Рушди «Сатанинские стихи», за что иранский аятолла Хомейни приговорил к смерти автора и всех причастных к публикации.

## После смерти Аллена Лейна
После смерти Аллена Лейна в 1970 году издательство оставило в качестве главного направления издание книг в бумажных обложках. Но с появлением новых носителей информации успешно освоило и эту отрасль, запустив в 1993 году серию аудиокниг. Так же своевременно было организовано издание литературы на компакт-дисках.
В 2001 году издательство стало проигрывать в США своему основному местному конкуренту — издательству Random House. В 2013 году они объединились, создав первую в мире глобальную издательскую компанию.

## Основные книги
Первые двадцать произведений, выпущенных в серии «Книги в обложках»:
- Ariel: a Shelley Romance — Андре Моруа
- A Farewell to Arms — Эрнест Хемингуэй
- Poet’s Pub — Эрик Линклейтер
- Madame Claire — Сьюзен Эрц
- The Unpleasantness at the Bellona Club — Дороти Сэйерс
- The Mysterious Affair at Styles — Агата Кристи
- Twenty-Five — Беверли Николс
- William — Эмили Янг
- Gone to Earth — Мэри Уэбб
- Carnival — Комптон Макензи
- South Wind — Норман Дуглас
- The Purple Land — Уильям Хадсон
- Patrol — Филип Макдональд
- The Thin Man — Дэшил Хэммет
- Four Frightened People — Э. Арнот Робертсон
- The Edwardians — Вита Сэквилл-Уэст
- The Informer — Лиам О'Флаэрти
- Debonair — Г. Б. Стерн
- The Strange Case of Miss Annie Spragg — Луи Бромфилд
- Erewhon — Сэмюел Батлер

Серия Penguin Classics.